# Pandercetes peronianus
Pandercetes peronianus är en spindelart som först beskrevs av Charles Athanase Walckenaer 1837.  Pandercetes peronianus ingår i släktet Pandercetes och familjen jättekrabbspindlar. Inga underarter finns listade i Catalogue of Life.